# Брикстон
Брикстон (англ. Brixton) — невелике місто в Англії, у графстві Девон. Розташоване поряд із автомагістраллю A379, за 9,7 км від Плімута. Населення міста становить — 1207 чоловік.

## Історія
Брикстон згадується як Brictricestone у Книзі Страшного суду 1086 року, де записано, що в ньому проживало 4 селянина та 2 дрібних землевласники, а також утримувалася худоба: 7 свиней і 31 вівця. Щорічна вартість села для його лорда становила 10 шилінгів.
Назва «Брикстон» походить від ранньої форми Brictricestone, згаданої в Книзі Страшного суду, яка була дана селу норманською родиною де Бритрікстон. У газетирі Вільяма Вайта 1879 року зустрічається інший варіант написання прізвища: «Маєток Брикстон, раніше відомий як Бритрічестон (англ. Britricheston), довгий час належав родині з цією назвою, але багато років тому був розділений».
Церква Святої Марії датується XV століттям, однак зазнала значних пошкоджень і була реставрована в 1880-х і 1890-х роках.
За даними книги Вільяма Вайта «Історія, Газетер та Довідник графства Девон» 1879 року, населення Брикстона у 1871 році становило 698 осіб (325 чоловіків і 373 жінки), які проживали у 147 будинках.